# Frants + Polina
Frants + Polina (russisk: Франц + Полина) er en russisk krigsfilm fra 2006 instrueret af Mikhail Segal.

## Handling
En tysk soldat, Franz, forelsker sig i en hviderussisk kvinde, Polina, mens han opholder sig i en hviderussisk landsby, der er indtaget af den tyske hær og som forbereder en massakre på landsbyens indbyggere. De to flygter fra den tyske hær og senere fra partisaner. 

## Medvirkende
- Adrian Topol som Franz
- Svetlana Ivanova som Polina
- Tamara Mironova som Kutjerikha
- Uwe Jellinek som Otto
- Valentin Makapura som Kazik